# Guerra poloneso-ucraïnesa
La guerra poloneso-ucraïnesa va ser una guerra entre la recentment constituïda Polònia independent i la recentment proclamada República Popular d'Ucraïna Occidental entre 1918 i 1919 pel control dels territoris de l'Imperi Austrohongarès en aquest moment en descomposició. Va concloure amb la liquidació de la República Popular d'Ucraïna Occidental incorporada com a territori polonès, i la signatura del reconeixement d'aquesta integració i aliança per lluitar contra els soviètics, entre Polònia i la República Popular d'Ucraïna.

## Antecedents
Els orígens del conflicte es troben en la complexa situació de la nacionalitat a Galítsia de principis del segle xx. Com a resultat de la relativa indulgència de la Casa dels Habsburg cap a les minories nacionals, Àustria-Hongria va ser el terreny perfecte per al desenvolupament dels moviments nacionals polonesos i ucraïnesos. Durant la revolució de 1848, els austríacs, preocupats per les demandes poloneses d'una major autonomia a la província, van donar suport a un petit grup de rutens, nom del poble eslau oriental que més tard va adoptar l'autoidentificació d'"ucraïnesos" o "rusins". El seu objectiu era ser reconegut com una nacionalitat diferenciada.
Es van establir escoles que ensenyaven la llengua rutena, es van formar partits polítics rutens i es van començar a intentar desenvolupar la seva cultura nacional. Això va sorprendre alguns polonesos que havien cregut, fins a la revolució, juntament amb la majoria de rutens conscients de la política, que els rutens formaven part de la nació polonesa, que llavors es definia en termes polítics, més que no etnogràfics. A finals de la dècada de 1890 i les primeres dècades del segle següent, la intel·lectualitat populista rutena va adoptar el terme ucraïnesos per descriure la seva nacionalitat. Es van esforçar per promoure una cultura nacional, fent esforços cap a l'estandardització de la llengua ucraïnesa, i l'establiment i el suport d'institucions culturals ucraïneses com ara societats científiques, teatre i un museu nacional a Lviv; a principis del segle xx, es va desenvolupar una consciència nacional entre la població rutena més àmplia, que era principalment rural.
La composició ètnica de Galítsia determina el conflicte entre polonesos i ucraïnesos. La província austríaca de Galítsia estava formada per un territori del voivodat rutè que formava part de Polònia des del 1434, i va ser presa per Àustria el 1772, durant la Primera Partició de Polònia. La terra incloïa el territori d'importància històrica per a Polònia, inclosa l'antiga capital de Cracòvia, i tenia una població majoritària polonesa, però la Galítsia oriental incloïa el cor del territori històric de Galítsia-Volínia i tenia una majoria ucraïnesa. A l'est de Galítsia, els ucraïnesos representaven aproximadament el 65% de la població, i els polonesos només el 22%.
De les 44 divisions administratives de la Galítsia oriental austríaca, Lviv, la ciutat més gran era la capital de la província, va ser l'única on els polonesos constituïen la majoria de la població. A Lviv, la població el 1910 era aproximadament un 60% polonesa i un 17% ucraïnesa. La ciutat, amb els seus habitants polonesos, va ser considerada per molts polonesos com una de les capitals culturals de Polònia. Per a molts polonesos, inclosos els de la població de Lviv, era impensable que la seva ciutat no estigués sota control polonès.
Les divisions religioses i ètniques corresponien a l'estratificació social. La classe social líder de Galítsia eren nobles polonesos o descendents de la noblesa de Rus que havien estat polonitzats en el passat, però a l'est de la província, els rutens (ucraïnesos) eren la majoria dels camperols.Els polonesos i els jueus van ser els responsables de la major part del desenvolupament comercial i industrial a la Galítsia de finals del segle xix.
Al llarg del segle xix i principis del XX, els ucraïnesos locals van intentar persuadir els austríacs de dividir Galícia en províncies occidentals (poloneses) i orientals (ucraïneses). Aquests esforços van ser resistits i frustrats pels polonesos locals, que temien perdre el control de Lviv i Galícia oriental. Els austríacs finalment van acordar en principi dividir la província de Galícia. L'octubre de 1916, l'emperador Carles I va prometre fer-ho un cop acabada la guerra.